# 1857 v loďstvech
Tento článek obsahuje významné události v oblasti loďstev v roce 1857.

## Lodě vstoupivší do služby
- 6. dubna –  USS Niagara – fregata
- 4. květen –  USS Roanoke – fregata
- 21. květen –  USS Minnesota – fregata